# Marlen Esparza
Pour les articles homonymes, voir Esparza.
Marlen Esparza est une boxeuse américaine née le 29 juillet 1989 à Houston au Texas.

## Carrière
Elle remporte une médaille de bronze aux championnats du monde de New Dehli en 2006 dans la catégorie mi-mouches et une autre aux Jeux olympiques de Londres en 2012 en poids mouches mais sa carrière de boxeuse amateur est principalement marquée par le titre de championne du monde des poids mouches obtenu à Jeju en 2014.

## Palmarès

### Jeux olympiques
- Médaille de bronze en -51 kg en 2012 à Londres, Angleterre

### Championnats du monde de boxe amateur
- Médaille de bronze en -48 kg en 2006, à New Delhi, en Inde
- Médaille d'or en -51 kg en 2014, à Jeju, en Corée du Sud
- Médaille de bronze en -48 kg en 2016, à Astana, en Kazakhstan